# Rete articulare genus

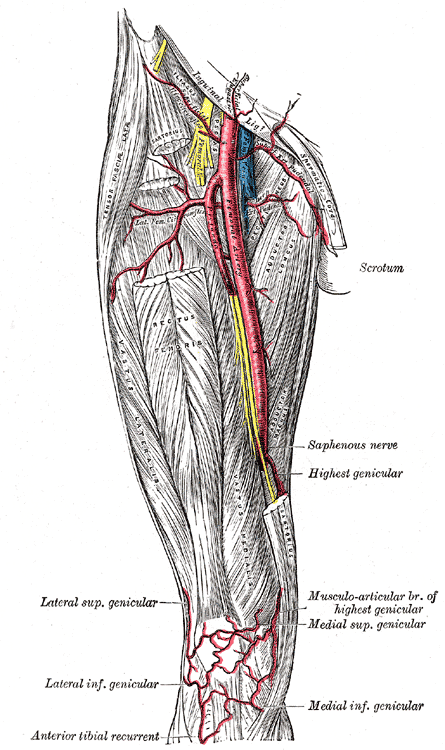
Oberschenkelarterien des Menschen, das Kniegelenksgeflecht ist im Bild unten dargestellt.

Das Rete articulare genus („Kniegelenksgeflecht“) ist ein Netzwerk kleiner Schlagadern an der Vorderseite des Kniegelenks. Das Gefäßgeflecht wird von Ästen der Kniekehlarterie (Arteria poplitea), der Arteria descendens genus, der Arteria tibialis anterior und Arteria tibialis posterior gebildet.
Obwohl das Kniegelenksgeflecht zahlreiche Zuflüsse besitzt, reicht sein Blutfluss nicht aus, um einen Verschluss der Kniekehlarterie zu kompensieren und eine ausreichende Blutversorgung des Unterschenkels zu gewährleisten.